# Sansargou
Der Sansargou ist ein rechter Nebenfluss des Pendjari (Oti) in Burkina Faso und Togo.

## Verlauf
Der Fluss entspringt im Südosten Burkina Fasos. Er verläuft in südöstlicher Richtung. Etwa nach der Hälfte seines Weges überquert er die Grenze zu Togo, die er auch für zirka 12 km bildet. Er fließt zunächst weiter nach Süden, schwenkt aber dann nach Osten. Der Sansargou mündet schließlich unweit der Grenze zu Benin in den Oti.

## Hydrometrie
Die durchschnittliche monatliche Durchströmung des Sansargou gemessen an der hydrologischen Station bei Borgou, bei dem größten Teil des Einzugsgebietes, in m³/s. Hier dargestellt zwischen den Jahren 1956 bis 1974.